# Five Live
Five Live, publicado en 1993, presenta cinco (en algunos países seis) canciones interpretadas por George Michael, Queen y Lisa Stansfield. Somebody to Love y These Are the Days of Our Lives fueron grabadas en el Concierto Tributo a Freddie Mercury el 20 de abril de 1992
en el Estadio de Wembley. Todos los beneficios derivados de las ventas del EP fueron para Mercury Phoenix Trust.

## Lista de canciones
| #   | Título | Tiempo |
| --- | --- | ------ |
| A1. | "Somebody To Love" (Freddie Mercury) *Interpretada por Queen y George Michael                                                       | 05:17  |
| A2. | "Killer" (Adamski y Seal-Henry Samuel) *Interpretada por George Michael                                                             | 05:58  |
| A3. | "Papa Was a Rollin' Stone" (Barrett Strong y Norman Whitfield) *Interpretada por George Michael                                     | 05:24  |
| B1. | "These Are The Days Of Our Lives" (Brian May, Roger Taylor y John Deacon) *Interpretada por Queen, George Michael y Lisa Stansfield | 04:43  |
| B2. | "Calling You" (Bob Telson) *Interpretada por George Michael                                                                         | 06:17  |
| B3. | "Dear Friends" (Brian May) *Interpretada por Queen                                                                                  | 01:07  |

- Tiempo Total.: Cara A.: 16:39/ Cara B.: 12:07.

| Predecesor: "Young at Heart" por The Bluebells | UK Singles Chart Number 1 single 25 de abril de 1993 (3 semanas) | Sucesor: "All That She Wants" por Ace of Base |

- Datos: Q630045